# (3528) Counselman
(3528) Counselman es un asteroide perteneciente al cinturón de asteroides, descubierto el 2 de marzo de 1981 por Schelte John Bus desde el Observatorio de Siding Spring, Nueva Gales del Sur, Australia.

## Designación y nombre
Designado provisionalmente como 1981 EW3. Fue nombrado Counselman en honor al profesor estadounidense de ciencias planetarias Charles Claude Counselman III.